# Pargny-et-Filain
Pargny-et-Filain község Franciaország Hauts-de-France régiójában, Aisne megyében. Új községként 2025. január 1-jén jött létre Filain és Pargny-Filain korábbi községek egyesítésével.

## Népesség
| 2021 | 374 |
| 2022 | 371 |